# Schönberg (Bad Brambach)
Schönberg è una frazione del comune tedesco di Bad Brambach, nel Land della Sassonia.